# Rodd vid olympiska sommarspelen 1996

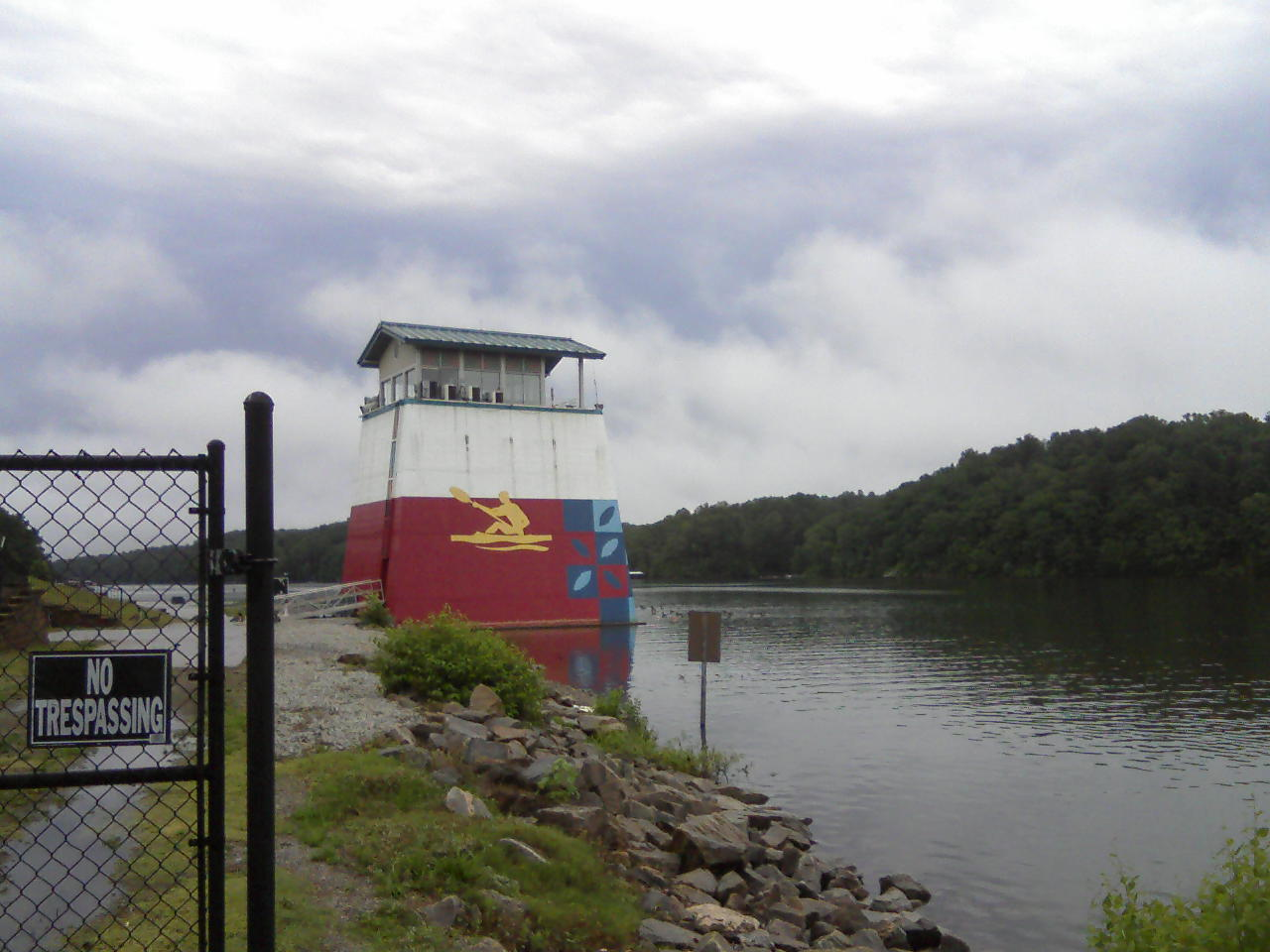
Tornet vid Lake Lanier 2010, där kanotsprint och rodd vid olympiska sommarspelen 1996 hölls.

Rodd vid olympiska sommarspelen 1996 avgjordes ute på Lake Lanier i delstaten Georgia i USA, och innebar debuten för  lättviktsklasser. Dessa tre discipliner (Herrarnas dubbelsculler, lättvikt och fyra utan styrman, samt damernas dubbelsculler, lättvikt) ersatte övriga tävlingar med styrman coxed för herrar (tvåa och fyra) samt damernas fyra utan styrman.

## Medaljsummering

### Herrar
| Event                                   | Guld | Silver | Brons |
| Singelsculler Detaljer...               | Xeno Müller (SUI) | Derek Porter (CAN) | Thomas Lange (GER) |
| Dubbelsculler Detaljer...               | Agostino Abbagnale och Davide Tizzano (ITA) | Steffen Skår Størseth och Kjetil Undset (NOR) | Frédéric Kowal och Samuel Barathay (FRA) |
| Scullerfyra Detaljer...                 | Tyskland Andreas Hajek Stephan Volkert André Steiner André Willms                                                                                                   | USA Tim Young Eric Mueller Brian Jamieson Jason Gailes | Australien Janusz Hooker Bo Hanson Duncan Free Ronald Snook |
| Tvåa utan styrman Detaljer...           | Matthew Pinsent och Steve Redgrave (GBR) | David Weightman och Robert Scott (AUS) | Michel Andrieux och J. C. Rolland (FRA) |
| Fyra utan styrman Detaljer...           | Australien Nicholas Green Drew Ginn James Tomkins Mike McKay | Frankrike Bertrand Vecten Olivier Moncelet Daniel Fauche Giles Bosquet                                                                                         | Storbritannien Gregory Searle Jonathan William Searle Rupert John Obholzer Tim James Foster |
| Åtta med styrman Detaljer...            | Nederländerna Koos Maasdijk Ronald Florijn Jeroen Duyster (styrman) Michiel Bartman Henk-Jan Zwolle Niels van der Zwan Niels van Steenis Diederik Simon Nico Rienks | Tyskland Mark Kleinschmidt Detlef Kirchhoff Wolfram Huhn Roland Baar Marc Weber Ulrich Viefers Peter Thiede (styrman) Thorsten Streppelhoff Frank Jörg Richter | Ryssland Pavel Melnikov Andrei Gluchov Anton Tjermasjentsev Aleksandr Lukjanov (styrman) Nikolai Aksjonov Dmitri Rozinkevitj Sergei Matvejev Roman Monchenko Vladimir Volodenkov Vladimir Sokolov |
| Lättvikts-dubbelsculler Detaljer...     | Michael Gier och Markus Gier (SUI) | Maarten van der Linden och Pepijn Aardewijn (NED) | Bruce Hick och Anthony Edwards (AUS) |
| Lättvikts-fyra utan styrman Detaljer... | Danmark Victor Feddersen Niels Henriksen Thomas Poulsen Eskild Ebbesen                                                                                              | Kanada Brian Peaker Jeffrey Lay Dave Boyes Gavin Hassett | USA Marc Schneider Jeff Pfaendtner David Collins William Carlucci |

### Damer
| Event                               | Guld | Silver | Brons |
| Singelsculler Detaljer...           | Ekaterina Karsten (BLR) | Silken Laumann (CAN) | Trine Hansen (DEN) |
| Dubbelsculler Detaljer...           | Kathleen Heddle och Marnie McBean (CAN) | Zhang Xiuyun och Cao Mianying (CHN) | Irene Eijs och Eeke van Nes (NED) |
| Scullerfyra Detaljer...             | Tyskland Katrin Rutschow-Stomporowski Jana Sorgers Kerstin Köppen Kathrin Boron                                                               | Ukraina Svetlana Mazij Dina Myftachutdinova Inna Frolova Olena Ronzjyna                                                                   | Kanada Laryssa Biesenthal Diane O'Grady Kathleen Heddle Marnie McBean                                                                                              |
| Tvåa utan styrman Detaljer...       | Megan Still och Kate Slatter (AUS) | Karen Kraft och Melissa Schwen (USA) | Christine Gosse och Helene Cortin (FRA) |
| Åtta med styrman Detaljer...        | Rumänien Liliana Gafencu Veronica Cochelea Elena Georgescu Anca Tănase Doina Spircu Marioara Popescu Ioana Olteanu Elisabeta Lipă Doina Ignat | Kanada Anna van der Kamp Tosha Tsang Lesley Thompson Emma Robinson Jessica Monroe Heather McDermid Maria Maunder Theresa Luke Alison Korn | Belarus Jelena Mikulitj Marina Znak Natalja Voltjek Natalia Stasjuk Tamara Davjdenko Valentina Skrabatun Natalja Lavrinenko Jaroslava Pavlovitj Aleksandra Pankina |
| Lättvikts-dubbelsculler Detaljer... | Constanța Burcică och Camelia Macoviciuc (ROU)                                                                                                | Teresa Bell och Lindsay Burns (USA) | Virginia Lee och Rebecca Joyce (AUS) |

## Medaljfördelning
| Pl. | Nation         | Guld | Silver | Brons | Totalt |
| --- | -------------- | ---- | ------ | ----- | ------ |
| 1   | Australien     | 2    | 1      | 3     | 6      |
| 2   | Tyskland       | 2    | 1      | 1     | 4      |
| 3   | Schweiz        | 2    | 0      | 0     | 2      |
| 3   | Rumänien       | 2    | 0      | 0     | 2      |
| 5   | Kanada         | 1    | 4      | 1     | 6      |
| 6   | Nederländerna  | 1    | 1      | 1     | 3      |
| 7   | Storbritannien | 1    | 0      | 1     | 2      |
| 7   | Danmark        | 1    | 0      | 1     | 2      |
| 7   | Belarus        | 1    | 0      | 1     | 2      |
| 10  | Italien        | 1    | 0      | 0     | 1      |
| 11  | USA            | 0    | 3      | 1     | 4      |
| 12  | Frankrike      | 0    | 1      | 3     | 4      |
| 13  | Norge          | 0    | 1      | 0     | 1      |
| 13  | Kina           | 0    | 1      | 0     | 1      |
| 13  | Ukraina        | 0    | 1      | 0     | 1      |
| 16  | Ryssland       | 0    | 0      | 1     | 1      |